# 열충격
열충격(Thermal shock)은 급격한 온도 변화로 인해 물체에 과도적인 기계적 하중이 가해지는 현상이다. 이 하중은 온도 변화로 인해 물체의 여러 부분이 팽창하는 차이로 인해 발생한다. 이러한 팽창 차이는 응력이 아닌 변형률로 이해할 수 있다. 변형률이 재료의 인장 강도를 초과하면 균열이 발생하고 결국 구조적 파손으로 이어질 수 있다.
열충격을 방지하는 방법은 다음과 같다.
- 온도를 점진적으로 변화시켜 열 기울기를 최소화한다.
- 재료의 열전도율을 높인다.
- 재료의 열팽창 계수를 낮춘다.
- 재료의 강도를 높인다.
- 강화 유리와 같이 재료에 압축 응력을 가한다.
- 재료의 영률을 낮춘다.
- 소성 변형 및 상변태 과정을 활용하여 균열 선단 둔화 또는 균열 변형을 통해 재료의 인성을 높인다.

## 같이 보기
- 비오트 수
- 강화 유리
- 변형 (역학)
- 열 오염
- 열충격단백질